# Phasia pusilla
Phasia pusilla là một loài ruồi trong họ Tachinidae.